# Homosaces
Homosaces is een geslacht van vlinders uit de familie prachtmotten (Cosmopterigidae).

## Soorten
- H. anthocoma Meyrick, 1894
- H. arvalis Meyrick, 1910
- H. nyctiphronas (Meyrick, 1931)
- H. pelochares (Meyrick, 1934)
- H. podarga Meyrick, 1914
- H. sanctificata (Meyrick, 1936)